# Gleichenia mucronata
Gleichenia mucronata là một loài dương xỉ trong họ Gleicheniaceae. Loài này được Reinw., J.Sm. mô tả khoa học đầu tiên năm 1841.
Danh pháp khoa học của loài này chưa được làm sáng tỏ. 